# Mušlov (Mikulov)
Mušlov (německy Muschelberg) je odlehlá osada a základní sídelní jednotka města Mikulov, která se nachází na vyvýšenině na jižním okraji Mikulovské vrchoviny, 3,5 km jihovýchodně od Mikulova a 1 km severozápadně od Sedlece, asi 1,5 km od hranice s Rakouskem. V osadě se nalézají zemědělské areály, penzion, pískovna a bytové domy (celkem 20 adresních čísel). Na západním okraji jsou také drobné zahrádky.

## Historie
První písemná zmínka o statku Mušlov pochází z roku 1722, posléze kolem statku vzniklo drobné osídlení. Jmenuje se podle něj Mušlovský potok, který ho obtéká ze severozápadu a pod osadou ústí do Nového rybníka.
Koncem 30. let 20. století proběhla v prostoru Mušlova výstavba československého opevnění, z nějž se okolo osady dochovala řada objektů.
Mušlovská pískovna je cenným paleontologickým nalezištěm.

## Doprava
Do Mušlova vede slepá místní komunikace odbočující ze silnice I/40 mezi Mikulovem a Sedlecem. Veřejná doprava je řešena v rámci IDS JMK autobusovou linkou 585 (Mikulov – Valtice), která obsluhuje zastávku Mušlov, rozcestí a dvakrát denně zajíždí závlekem i dovnitř osady (ráno spoj do Mikulova a odpoledne z Mikulova).